# Mike Angus
Michael Anthony "Mike" Angus (sinh ngày 28 tháng 10 năm 1960) là một cựu cầu thủ bóng đá người Anh có 75 lần ra sân ở Football League thi đấu ở vị trí tiền vệ cho Middlesbrough, Scunthorpe United và Darlington, nơi anh giúp đội bóng lên chơi Third Division ở mùa giải 1984–85. Ông có 1 lần ra sân cho Southend United tại League Cup, và cũng thi đấu bóng đá non-league cho Guisborough Town và South Bank.